# Lars Larsen Aagaard
Lars Larsen Aagaard (* 9. Juli 1847 in Tørslev, Dänemark; † 29. April 1923 in Kopenhagen) war ein dänischer Geigenbauer.

## Leben
Lars Larsen Aagaards Eltern waren Lars Larsen Aagaard (* 9. März 1815; † 19. März 1872) und Anna Hansdatter Aagaard (* 28. August 1816; † 8. November 1880). Er begann 1862 eine Lehre als Maschinenbauer und arbeitete in einer Modellwerkstatt. Sein zuständiger Meister war der Musikinstrumentenbauer Heinrich Hertz. 1866 begann Aagaard unter Anleitung von Hertz mit dem Geigenbau. 1876 übersiedelte er nach Amerika und arbeitete bei den Geigenbauern George W. Lyon und Patrick J. Healy sowie später bei Francesco Cristofori in Chicago. 1883 kehrte er nach Kopenhagen zurück und gründete eine eigene Geigenbauwerkstatt. Er beschäftigte sich in erster Linie mit Reparaturen und Restaurierungen. Zusammen mit seiner Frau Sidse Marie Madsen Aagaard (* 12. Mai 1856; † nach 1894) hatte er drei Kinder: Anton Peter Louis (* 3. August 1888), Hermann Christian (* 27. September 1890) und Leo Marius (* 28. August 1894).